# Семиотика
Семио́тика, или семиоло́гия (греч. σημειωτική < др.-греч. σημεῖον «знак; признак») — общая теория, исследующая свойства знаков и знаковых систем. Согласно Ю. М. Лотману, под семиотикой следует понимать науку о коммуникативных системах и знаках, используемых в процессе общения.

## История

### Предыстория
Проблемы отношения имени, значения (семантика) и символа встречаются ещё у Платона в диалоге Кратил и в трактате Аристотеля «Об истолковании». Семиотический аспект имела библейская экзегетика. В частности александрийская школа развила Анагогическое толкование. Также семиотическим проблемам были посвящены средневековые споры номиналистов и реалистов. В XVII веке Джон Локк определил семиотику, использовав этот термин в значении учения о знаках. Это учение должно иметь своей задачей «рассмотреть природу знаков, которыми ум пользуется для понимания вещей или для передачи своего знания другим».

### Доктринальный период
Чарльз Сэндерс Пирс (1839—1914) пытался охарактеризовать ряд важных семиотических понятий: знак (sign), значение (meaning) и знакового отношения. Он отчётливо сознавал необходимость особой науки — семиотики, которую он определял как учение о природе и основных разновидностях знаковых процессов. Публикации Пирса охватывают период с 1867 года до конца его жизни, однако они были небольшими по объёму, нечастыми и обычно малодоступными, ни одну из задуманных им больших книг Пирс так и не успел завершить, и широкое распространение его идеи получили только в 1930-е годы, когда были опубликованы его архивы.
В частности, Пирс создал базовую для семиотики классификацию знаков:
- иконические знаки (icon), содержащие образ предмета;
- знаки-индексы (index), прямо указывающие на предмет
- знаки-символы (symbol), произвольно и на основании конвенции обозначающие предмет[3].

Кроме того, Пирс выделил три семиотических элемента: знак, объект и интерпретант. Ему принадлежит авторство термина семиозис.
Готлоб Фреге (1848—1925) не создал детально разработанной концепции, однако несколько его статей («О смысле и значении» (1892), «Мысль: логическое исследование»), посвящённых семиотике, являются классическими. Среди идей Г. Фреге наиболее существенными для семиотики являются его понятия значения и смысла знака.
Эдмунд Гуссерль (1859—1938), немецкий философ, создатель феноменологии, был одним из первых исследователей проблем семиотики; теория знака, в рамках феноменологии, разрабатывалась им в I и II «Логических исследованиях» (см. Теория знака Гуссерля).
Фердинанд де Соссюр (1857—1913) в Курсе общей лингвистики определяет создаваемую им семиологию как «науку, изучающую жизнь знаков в рамках жизни общества». Одно из основных положений теории Ф. де Соссюра — различение языка и речи. Языком (la langue) Соссюр называл общий для всех говорящих набор средств, используемых при построении фраз на данном языке; речью (la parole) — конкретные высказывания индивидуальных носителей языка. Языковой знак состоит из означающего (акустического образа) и означаемого (понятия). Таким образом, в основе представления Соссюра о знаке и его концепции в целом лежит дихотомия означающее-означаемое. Существуют два вида значимостей, основанные на двух видах отношений и различий между элементами языковой системы. Это синтагматические и ассоциативные отношения.
Чарльз Уильям Моррис (1903—1979), развивая идеи Пирса, систематизировал семиотику и ввёл разделение её на синтактику, семантику и прагматику. В 1938 году он опубликовал небольшую книгу «Основы теории знаков», которая является кратким очерком новой науки. Наиболее полную попытку изложения основных проблем семиотики можно найти в его книге «Знаки, язык и поведение», изданной в Нью-Йорке в 1946 году.
Якоб фон Икскюль (1864—1944) сформулировал концепцию умвельта (Umwelt), позднее воспринятую Томасом Себеоком. Заложил основы специфических разделов семиотики, таких как зоосемиотика и биосемиотика, чем дал начало семиотическому подходу в биологии. Надо отметить, что этот учёный всегда стоял особняком от исследователей семиотики и до сих пор малоизвестен, поскольку занимался больше биологическими и естественнонаучными вопросами, нежели вопросами гуманитарной направленности. Однако в последнее время существует тенденция к росту внимания к его трудам.

### Институциональный период
В СССР семиотика развивалась в рамках московско-тартуской семиотической школы, во главе которой стоял Ю. М. Лотман. В 1964 в Кяэрику (Эстония) под руководством Лотмана была организована Первая летняя школа по изучению знаковых систем. Эти школы затем собирались каждые два года до 1970. Советские семиотики издавали Труды по знаковым системам. Основным свойством знака объявляется знаковость, то есть способность одного предмета замещать в сознании интерпретатора другой предмет. В процессе этого замещения один предмет становится знаком, а другой его значением. Советская семиотика возводила свое начало к Пирсу и вслед за ним делила знаки на три вида: иконические, индексальные и символические. Различие между знаками заключено в знаковой связи. В первом случае она основана на подобии, во втором она реальна, а в третьем конвенциональна. Следующий за Пирсом шаг в развитии семиотики делает Соссюр, который рассматривает знак в контексте языка (знаковой системы). Если Пирс семиотический атомист, то Соссюр семиотический холист. Московско-тартуская семиотическая школа делает предметом своего изучения уже не язык, а культуру, явленную как текст (семантический универсум, комплекс информации). В процессе коммуникации происходит трансформация текста, который обнаруживает множество контекстов. Одновременно трансформируется и адресат (например, он получает знание). Поэтому семиотика может быть названа семиотикой культуры, которая тождественна с культурологией. Основная практика взаимодействия со знаками — дешифровка (семиотический анализ, интерпретация). Тартуская школа полемизирует с французской семиологией, противопоставляя текст дискурсу. Спецификой текста является локализация и композиция. Текст окружен «внетекстовой реальностью», а совокупность текстов-культур образует семиосферу.
Во Франции сформировалась Французская школа семиотики, представитель которой Ролан Барт обращается к понятию мифа — идеологический, контекстный элемент дискурса. Особое внимание он обращает на роль автора и процесс чтения, где присутствует дешифровка и путешествие сквозь код. В 1969 в Париже при активном участии Р. Якобсона, Э. Бенвениста и К. Леви-Строса было решено создать Международную организацию семиотических исследований (IASS). Официальным периодическим изданием этой ассоциации стал журнал «Semiotiсa», а его главным редактором — Т. Себеок. Первым президентом ассоциации стал Э. Бенвенист, а генеральным секретарем — А. Греймас.
В 1974 г. в Милане состоялся первый Международный конгресс по семиотике. В августе 1995 года в г. Монтерей (Калифорния, США) на конференции по интеллектуально управляемым системам состоялся симпозиум, посвященный прикладной семиотике.

## Структура знака
В семиотике принято выделять тройственную структуру знака. С одной стороны обозначающее (имя), а с другой стороны обозначаемое (референт), которое, в свою очередь, распадается на смысл (интенсионал, десигнат, сигнификат, коннотация) и значение (экстенсионал, денотат). В идеалистической философии платонизма господствовало представление, что смысл (в качестве идеи) предшествует знаку и остается постоянным при всех изменениях. Особенностью тройственной структуры является тот факт, что знак может обладать смыслом, но быть лишенным значения. Таковыми являются фантастические образы (например, кентавр), у которых нет соответствий в реальном мире. Вместе с тем семиотика нередко затрагивает философские (онтологические) вопросы бытия предметов: есть ли денотат у чисел, моральных категорий, теоретических терминов?

## Классификация знака
Базовым уровнем знаков являются естественные знаки, у которых наблюдается более или менее однозначная связь между знаком и его референтом. Таковы симптомы и сигналы. Над ними надстраиваются знаки, которые служат напоминанием о предмете. Таковы метафоры и аналогии. И, наконец, наиболее богатым по содержанию является символ.

## Знаковые системы
Совокупность знаков образует знаковую систему, под которой разные семиотические школы понимали разные вещи. Для Соссюра основной знаковой системой являлся язык, который противопоставлялся речи. Впоследствии под языком начали понимать как естественный язык, так и искусственный (в том числе языки программирования). Для тартуской школы Лотмана знаковой системой являлась культура. Также к знаковым системам относили понятие дискурса. Особенностью понятия знаковой системы является тот факт, что знак не существует изолированно и отсылает как к материальным предметам (семантика), так и к другим знакам (синтаксис). Таким образом, знак немыслим без контекста (умвельт).

## Интерпретация знаков
Знаки немыслимы не только вне контекста, но и вне интерпретации. Особенно актуальны вопросы перевода (в том числе машинный перевод) с одного языка на другой, когда обнаруживается безэквивалентная лексика. Также интерпретация знаков затрагивает вопросы правильного понимания, неправильного понимания и непонимания. Отчасти тема интерпретации пересекается с проблемой истины, авторитета и консенсуса, что затрагивает прагматику знака.

## Разделы семиотики
- Социосемиотика — классическая семиотика, изучающая проблемы знака в языке и культуре.
  - Лингвосемиотика
  - Этносемиотика
  - Семиотика кино
- Биосемиотика — семиотика, изучающая проблемы биокоммуникации и знаков в мире живой природы.
  - Зоосемиотика
  - Фитосемиотика[англ.]
- Киберсемиотика[9]
- Физиосемиотика[10][11]